# کوپرولو (جیحان)
کوپرولو (به ترکی استانبولی: Köprülü) (به کردی: Kerxane) یک منطقهٔ مسکونی در ترکیه است که در جیحان واقع شده‌است.